# Relaciones México-San Cristóbal y Nieves
Los Estados Unidos Mexicanos y la Federación de San Cristóbal y Nieves establecieron relations diplomáticas en 1990. Ambas naciones son miembros de la Asociación de Estados del Caribe, Comunidad de Estados Latinoamericanos y Caribeños, Naciones Unidas y la Organización de los Estados Americanos.

## Historia
México y San Cristóbal y Nieves establecieron relaciones diplomáticas el 31 de julio de 1990. Las relaciones entre ambas naciones normalmente han tenido lugar en foros multilaterales. En febrero de 2010, el primer ministro sancristobaleño, Denzil Douglas realizó una visita a Cancún para asistir a la cumbre México-Comunidad del Caribe (CARICOM).
En 2013, como un favor al primer ministro Denzil Douglas, México financió y supervisó la construcción de dos estaciones de policía en los pueblos de Dieppe Bay y Tabernacle; con un costo total de $1.3 millones de dólares. El proyecto concluyó en 2014. En mayo de 2014, el primer ministro sancristobaleño, Denzil Douglas, viajó de nuevo a México para asistir a la cumbre México-Comunidad del Caribe celebrada en Mérida. En mayo de 2015, México abrió un consulado honorario en Basseterre.
En junio de 2017, el canciller sancristobaleño Mark Brantley realizó una visita a México para asistir a la 47.ª Asamblea General de la Organización de los Estados Americanos en Cancún. En 2023, ambas naciones celebraron 33 años de relaciones diplomáticas.

## Visitas de alto nivel
Visitas de alto nivel de San Cristóbal y Nieves a México
- Primer ministro Denzil Douglas (2010, 2013)
- Ministro de Relaciones Exteriores Mark Brantley (2017)

## Acuerdos bilaterales
Ambas naciones han firmado un Acuerdo de Cooperación Científica y Técnica (1999). Cada año, el gobierno mexicano ofrece becas para ciudadanos de San Cristóbal y Nieves para estudiar estudios de posgrado en instituciones mexicanas de educación superior.

## Comercio
En 2023, el comercio entre México y San Cristóbal y Nieves ascendió a $5 millones de dólares. Las principales exportaciones de México a San Cristóbal y Nieves incluyen: refrigeradores y congeladores, muebles, estufas, alcohol, productos químicos y petróleo. Las principales exportaciones de San Cristóbal y Nieves a México incluyen: transformadores de potencia, piezas y accesorios para máquinas, aparatos de rayos X, piezas para vehículos de motor, escobas y cepillos.

## Misiones diplomáticas
- México está acreditado a San Cristóbal y Nieves a través de su embajada en Castries, Santa Lucía y mantiene un consulado honorario en Basseterre.[9]
- San Cristóbal y Nieves está acreditado a México a través de su embajada en Washington D. C., Estados Unidos.